# جيمس فيكتور
جيمس فيكتور (بالإنجليزية: James Victor)‏ هو دراج أسترالي، ولد في 27 مارس 1962.